# Harvey Sacks
Harvey Sacks (født 19. juli 1935, død 14. november 1975) var en amerikansk interaktionsforsker, hvis tanker, forskning og analysemetoder har været banebrydende bl.a. inden for sociolingvistik, pragmatik, sociologi, kommunikationsvidenskab og socialpsykologi. Harvey Sacks betragtes som fader til konversationsanalysen – ofte bare kaldet CA – (Conversation Analysis)
I 1975 blev Harvey Sacks dræbt i et trafikuheld. Hans forelæsninger på University of California var blevet optaget på bånd, og blev i 1992 udgivet i bogform.

## Eksterne referencer
- Harvey Sacks, (1992) Lectures on Conversation ed. G. Jefferson. Oxford:Blackwell.
- Harvey Sacks, Harold Garfinkel (1986) On formal structures of practical action, in: J.C. McKinney and E.A. Tiryakian (eds.), Theoretical Sociology, Appleton-Century-Crofts, New York, 1970, S.338-366. Optrykt in H. Garfinkel, ed., Ethnomethodological Studies of Work, S.160-193.